# Huacho (ville)
Pour les articles homonymes, voir Huacho.

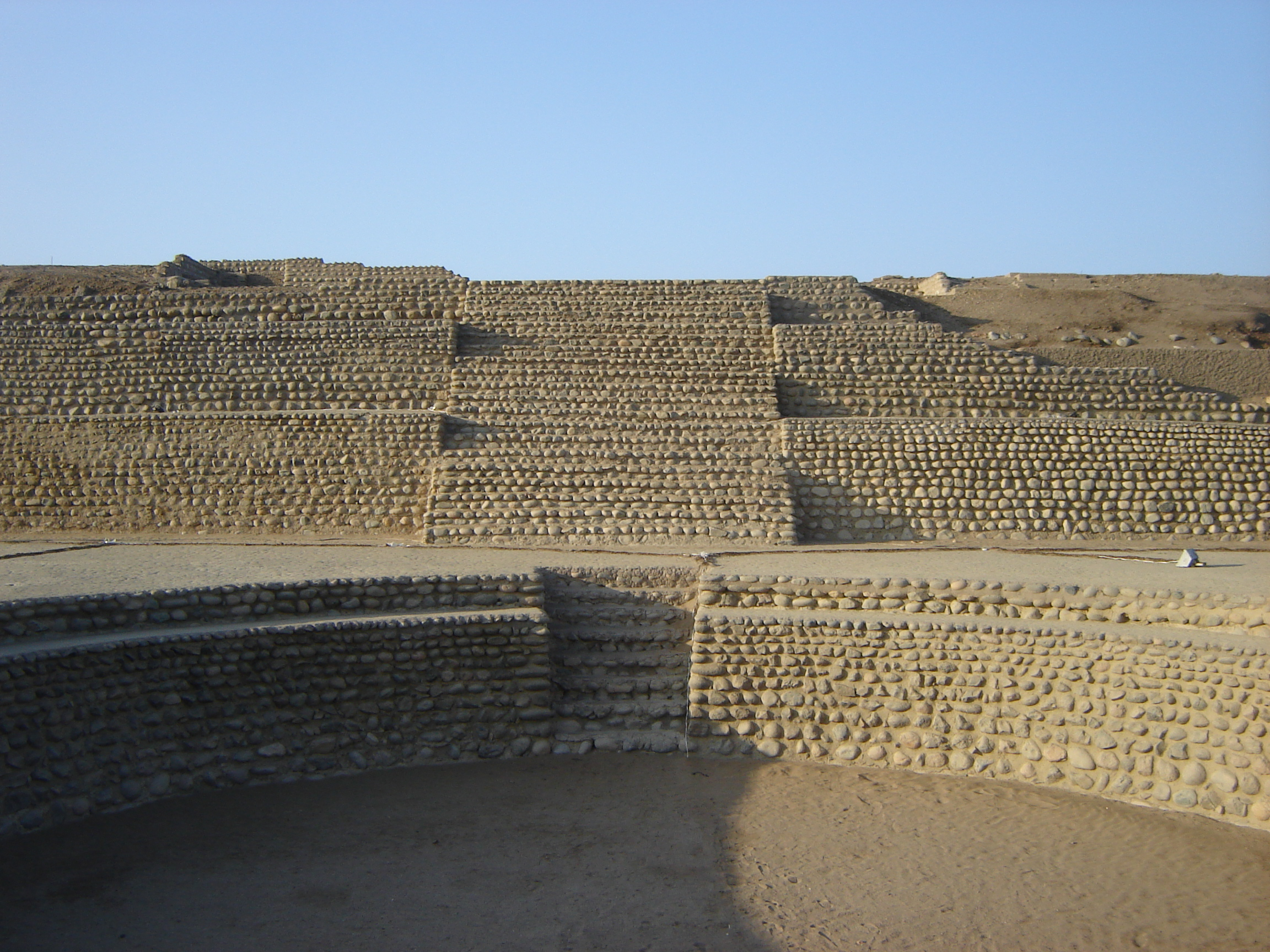
Architecture précolombienne - site de Bandurria.

Huacho est une ville portuaire du Pérou. C'est la capitale de la région de Lima et de la province de Huaura.
La ville fut fondée sous le nom de San Bartolomé de Huacho, le 24 août 1571. Elle est située sur la partie centrale de la côte du Pérou, le long d'une baie de l'océan Pacifique, à 148 km au nord de la ville de Lima, non loin de l'embouchure du río Huaura. La cathédrale est le siège du diocèse de Huacho.
La ville est proche de la réserve nationale Lomas de Lachay.

## Population
L'aire urbaine de la ville occupe non seulement le district homonyme, mais aussi les districts 
de Santa María à l'est, de Huaura, Hualmay et Carquin au nord.
En 2005, la population de la ville était de 55 632 habitants.
La population de la ville s'accroît au rythme élevé de 4 % annuellement.
Huacho a une population majoritairement métisse. Il existe cependant d'importantes minorités, produit des migrations, par exemple : les minorités italiennes, chinoises, japonaises et argentines.
La ville constitue un centre spécialisé en certains domaines : financier, commercial, industriel, portuaire et touristique.

## Principales attractions

### Site archéologique de Bandurria
Le site archéologique de Bandurria est situé au sud de la ville de Huacho. C'est un site monumental datant de plus ou moins 5000 ans, correspondant chronologiquement à la période dite Précéramique tardive ou période Archaïque tardive, qui se déroule de 3500 à 1800 avant Jésus-Christ.
Le site se trouve dans la zone appelée Playa Chica (Petite plage), à hauteur du kilomètre 
141 de la Route panaméricaine nord (Carretera Panamericana Norte). La zone archéologique occupe une aire de 54 hectares et comporte avant tout les ruines d'un superbe temple de l'époque.

### La Laguna encantada
A 10 km. à l'est de la ville se trouve la Laguna encantada (la lagune enchantée), résultat d'infiltrations et d'irrigations. La Laguna Encantada héberge diverses espèces d'oiseaux et une abondante végétation. Une des attractions de ce plan d'eau sont les promenades en barque.

### Le Malecón Rocca
El Malecón Rocca, longue avenue construite en bord de mer au niveau de la Playa Chorrillos, est un des endroits les plus agréables de la ville et sans doute de toute la région de Lima.

### La Plaza de Armas
L'historique Plaza de Armas est le théâtre d'une série d'évènements se déroulant dans la cité. À l'époque coloniale c'était un élevage de chevaux. En 1949 on procéda au réaménagement total de la place : on la para de jardins et on construisit dans sa partie centrale une pergola en forme d'horloge, avec douze colonnes qui représentent les heures.

### La cathédrale San Bartolomé
L'ancienne église paroissiale San Bartolomé fut élevée au rang de cathédrale le 15 mai 1958, sous le pontificat de Pie XII, lorsqu'est érigé le diocèse de Huacho. À la suite de l'important tremblement de terre du 17 octobre 1966, la cathédrale fut complètement détruite. On s'attela immédiatement à en construire une nouvelle. Celle-ci, dessinée par l'architecte José García Bryce, de style moderne, fut inaugurée le 22 mars 1970.

### Végueta
Végueta est une localité située à hauteur du km 159 de la panaméricaine nord. On peut y voir une belle place principale et une église intéressante. Elle compte aussi une plage renommée appelée Tambo de Mora, d'où il est possible de voir l'île Isla Don Martín.

### La réserve nationale Lomas de Lachay

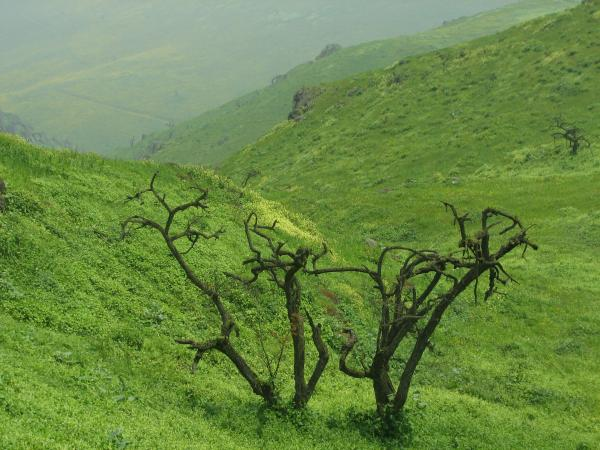
Réserve nationale Lomas de Lachay.

La réserve nationale Lomas de Lachay (collines de Lachay) se trouve au nord-ouest de la ville voisine de Huaral, à hauteur du km 105 de la panaméricaine nord. De cet endroit, un chemin de terre de 7 km conduit en 20 minutes en auto à l'entrée de la réserve (un véhicule 4x4 n'est pas nécessaire). L'écosystème de la réserve est typique des collines désertiques de la bordure du Pacifique sud-américain, qui se couvrent de végétation en hiver, écosystème qui se rencontre exclusivement au Pérou et dans le nord du Chili. Cet écosystème est lié au brouillard, ce qui fait que les collines se couvrent de verdure durant les mois d'hiver (juin à septembre). On y trouve de nombreuses espèces végétales. On peut y voir des aigles, faucons et autres accipitridés, des renards, des perdrix et occasionnellement du gros gibier.

### Le marécage El Paraíso
L'Albufera El Paraíso (marécage El Paraíso) se trouve à 11 km. au sud de Huacho. Il a une longueur de 8 kilomètres et comporte deux étendues d'eau. On y trouve 19 espèces de plantes, 106 espèces d'oiseaux résidents et migrateurs, douze espèces de poissons et une de reptile. Dans l'air, évoluent quantité de mouettes royales. On y trouve aussi de nombreux canards colombiens, des poules-d'eau, des cormorans et des grèbes.

### Le Balcon de Huaura
Le Balcón de Huaura est un important lieu historique. C'est de là que le Général José de San Martín, premier Chef d'état du pays, proclama l'indépendance du Pérou, dans la matinée du 27 novembre 1820.

## Galerie

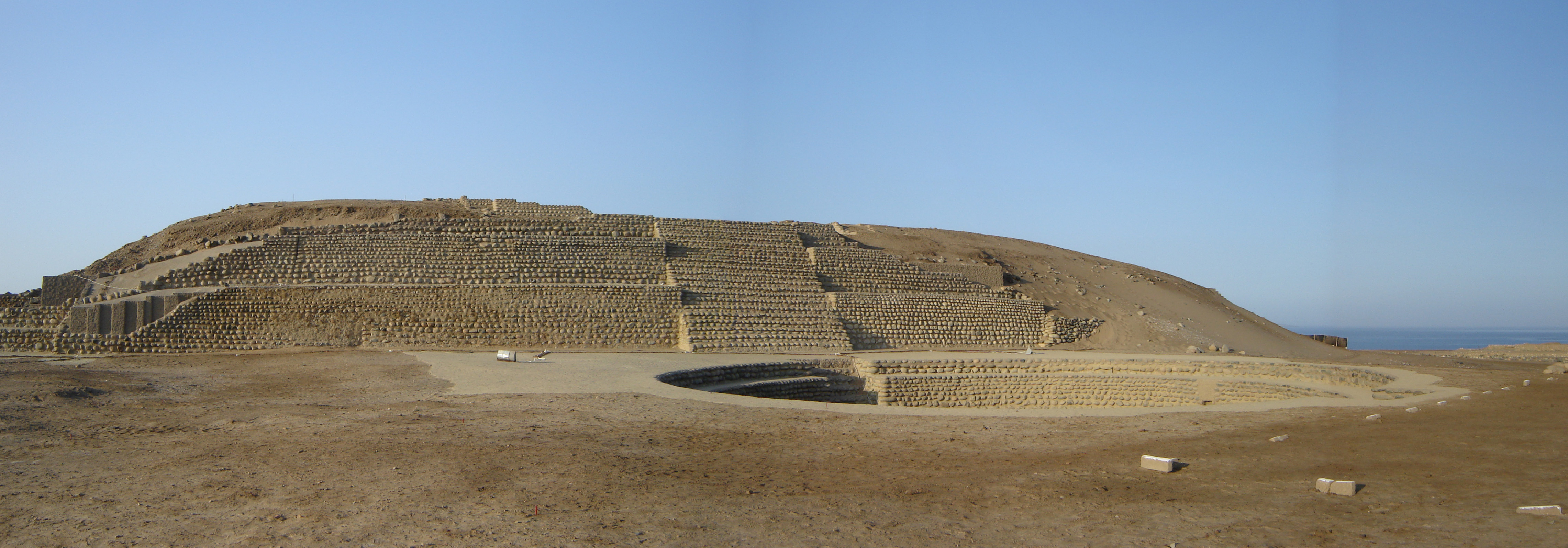
Panorama du site archéologique de Bandurria

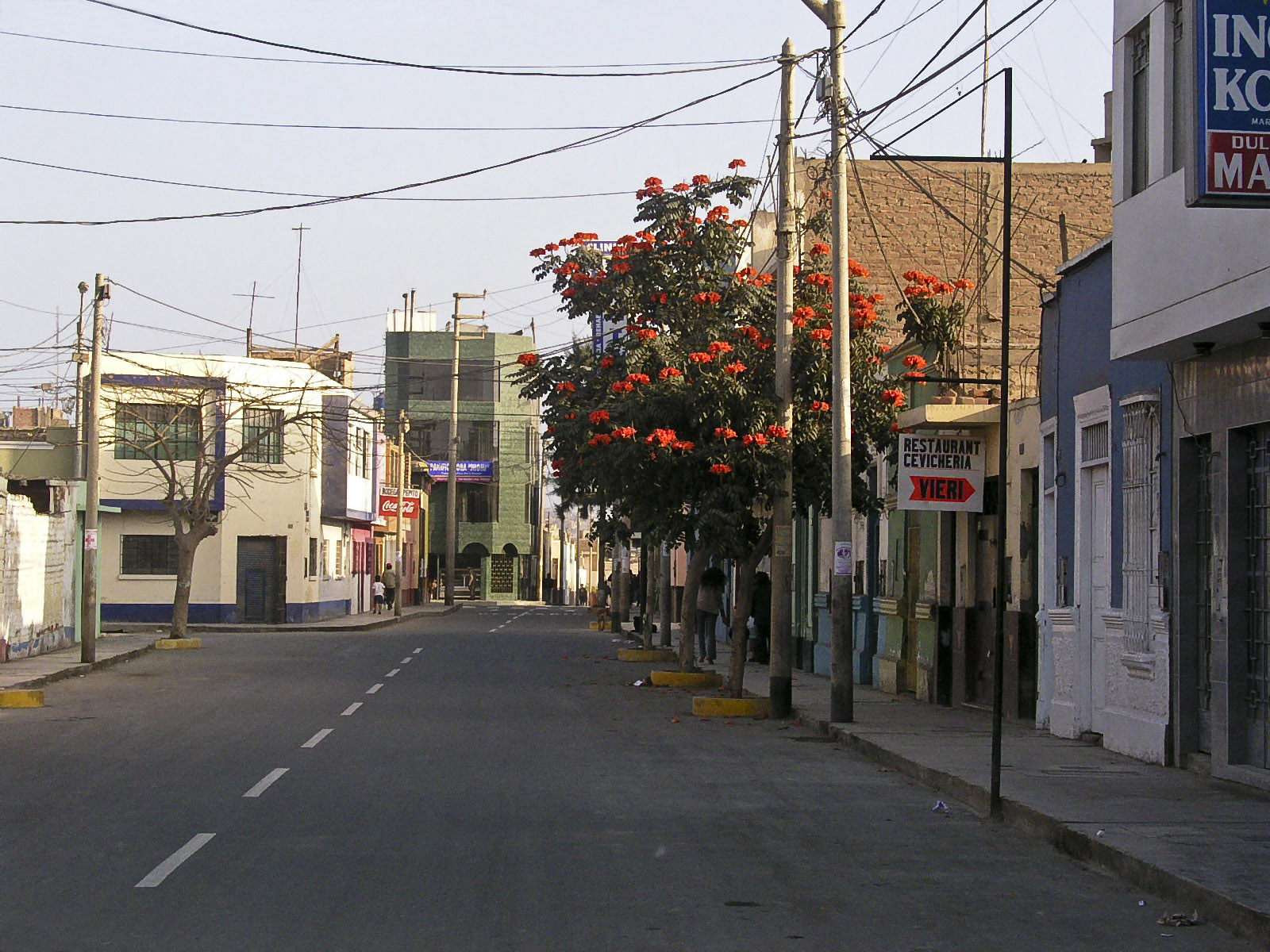
Vue d'une des rues de Huacho
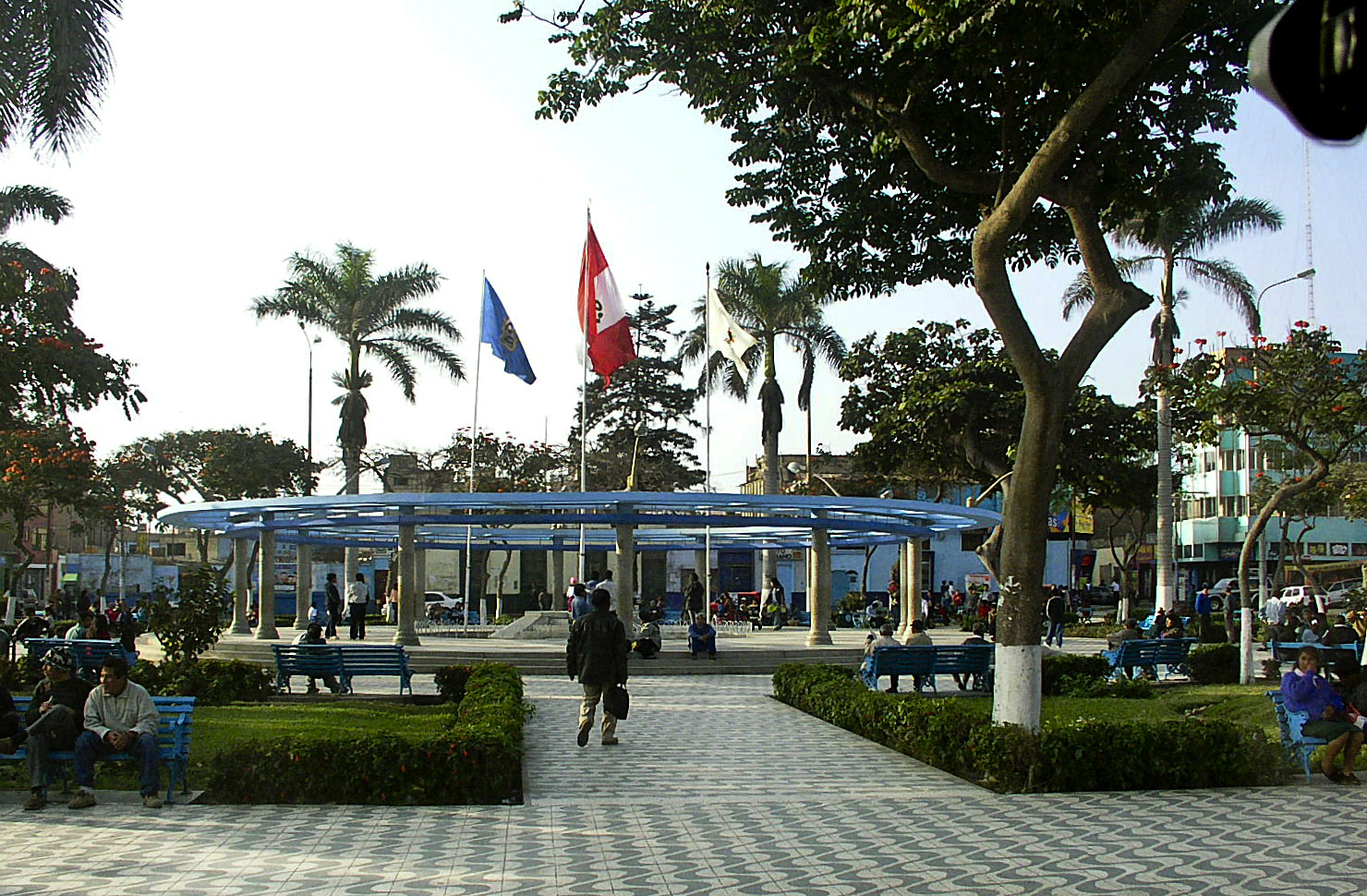
La Plaza de Armas de Huacho
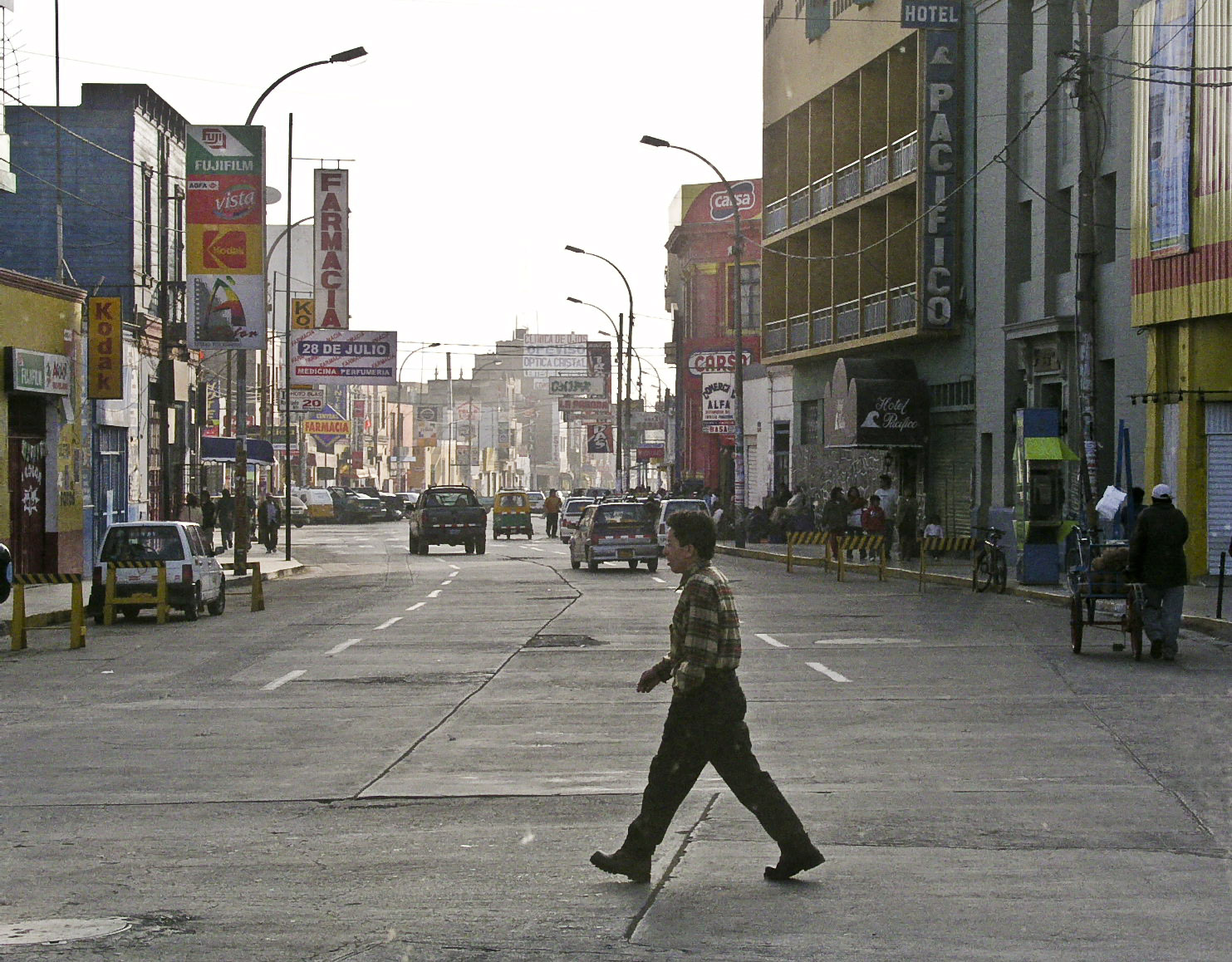
Une rue du centre-ville